# Шпонхольц
Шпонхольц (нем. Sponholz) — община в Германии, в земле Мекленбург-Передняя Померания.
Входит в состав района Мекленбург-Штрелиц. Подчиняется управлению Неферин.  Население составляет 756 человек (на 31 декабря 2010 года). Занимает площадь 26,96 км².